# Regió d'Aysén
La regió d'Aisén del General Carlos Ibáñez del Campo o simplement regió d'Aisén és una de les 16 regions en què està dividit el territori xilè. Ubicada a la Patagònia, el seu capital és la ciutat de Coyhaique. Aisén sol ser escrit també amb " y " (Aysén)
La Regió d'Aysén limita per l'oest amb l'oceà Pacífic, per l'est amb la República Argentina, pel nord amb la X Regió de Los Lagos i pel sud amb la XII Regió de Magallanes i de l'Antàrtica Xilena. El territori regional correspon a un 5,3 per cent del territori nacional, si es considera el Territori Antàrtic Xilè, o un 14,4 per cent si no se'l considera. Aquesta regió està dividida en quatre províncies, subdividides en deu comunes.

## Història
Durant l'època colonial, els exploradors espanyols a penes van recórrer els canals d'Aysén i els que ho van fer intentaven trobar infructuosament el camí a la mítica Ciutat dels Cèsars.
La regió de Trapananda (actual Aysén) va ser incorporada als dominis de Chiloé sent l'àrea geogràfica localitzada entre mig de l'arxipèlag de Chiloé i l'estret de Magallanes, objectiu final a fortificar per a l'imperi espanyol, els quals abastaven fins al Cap d'Hornos.
Aisén és considerada com la regió més jove del territori xilè. Hi ha diferents teories sobre el nom de la Regió. Dues són d'origen indígena. Una proposa que Aisén provindria del vocable huilliche "Achén", que vol dir «erosionar-se o «desmembrar-se», característica típica dels fiords de la zona. L'altra teoria explica que va ser un terme utilitzat pels chonos, el significat dels quals és "que s'interna més a l'interior", una encertada descripció del Fiord d'Aisén, que vist des de la costa del Canal Moraleda, és un tros de mar que penetra al territori amb direcció orient. La relació física entre huilliches i chonos és una prova clara de l'origen del nom. Existeix una altra teoria, sorgida últimament, que afirma que la regió prendria el seu nom del riu homònim, el qual es remuntaria a «ice end» («final dels gels» en anglès). Aquest fet s'atribuiria al capità del navili HMS Beagle, Robert Fitz-Roy, que en la seva expedició per la costa de la regió al costat de Charles Darwin hauria assenyalat la zona als seus mapes amb aquestes paraules. Aquesta teoria ha estat desestimada davant de proves d'escrits del sacerdot José García Alsué, amb data de 1766, on es refereix a la regió com "Aisén".
La província d'Aysén va ser creada el 30 de desembre de 1927, amb part de l'antic Territori d'Aysén, creat prèviament el desembre de 1925. El territori que avui ocupa la XI Regió es trobava compartit anteriorment entre les províncies de Chiloé (el territori insular fins a la península de Taitao), Llanquihue (el territori continental fins a la mateixa península) i el Territori de Magallanes (tota l'àrea ubicada al sud del Golf de Penas, tant continental com insular, essent el seu límit una recta des del golf fins al límit amb Argentina, paral·lel 43° S.).
Quan el 1925 es crea el Territori d'Aisén, aquest comprenia només dues comunes: Aisén i Palena. Després, en crear-se la Província d'Aisén es va crear amb les comunes d'Aysén al nord, Llac Buenos Aires al centre i Baker al sud, segregant la comuna de Yelcho (Palena) agregant-la a la Província de Chiloé.
El 1947, es crea la comuna de Coyhaique, el 1959 les de Cisnes, Rio Ibáñez i Llac Buenos Aires canvia de nom a General Carrera. Després, el 1970  es creen Cochrane, O'Higgins i Tortel a partir de la comuna de Rio Baker, i les de Guadal i Chile Chico a partir de l'antiga comuna de General Carrera.
Posteriorment, el 1975, amb el territori de l'antiga Província d'Aysén es crea la XI Regió d'Aisén del General Carlos Ibáñez del Campo i es trasllada la capital regional des de Puerto Aysén a Coyhaique. Aquesta nova regió comprenia tres províncies: Aysén, amb les comunes d'Aisén, Cisnes i Coihaique; General Carrera, amb les comunes de Chile Chico, Guadal i Rio Ibáñez; Capitàn Prat, amb les comunes de Cochrane, O'Higgins i Tortel. Finalment el 1979 es crea la Província de Coihaique amb les comunes de Coihaique i Lago Verde i la comuna de Guaitecas a la Província d'Aysén i se suprimeix la comuna de Guadal.

## Govern i administració
La Regió d'Aysén, per a efectes del govern i administració interior, es divideix en 4 províncies:
- Província d'Aysén.
- Província de Coyhaique.
- Província de Capitán Prat.
- Província de General Carrera.

Per als efectes de l'administració local, les províncies estan dividides en 10 comunes.
La Regió d'Aysén, a efectes electorals, correspon a la circumscripció senatorial XVIII i agrupa al districte 59.

### Govern
El govern de la regió rau en l'Intendent, designat pel President de la República. Actualment (2006) Viviana Betancourt.
El govern i administració de les províncies correspon a quatre governadors, anomenats pel President de la República.

### Administració
L'administració de la regió arrela en el Govern Regional, constituït per l'Intendent i pel Consell Regional, compost de consellers regionals electes de manera indirecta.
L'administració local de cada comuna rau en la respectiva Municipalitat.
| División político-administrativa de la Región de Aisén del General Carlos Ibáñez del Campo | División político-administrativa de la Región de Aisén del General Carlos Ibáñez del Campo |               |
| --- | ------------------------------------------------------------------------------------------ | ------------- |
| \| Provincia \| Capital \| Comuna \| \| --------------- \| ------------ \| ------------- \| \| Aysén \| Puerto Aysén \| 1 Aysén \| \| Aysén \| Puerto Aysén \| 2 Cisnes \| \| Aysén \| Puerto Aysén \| 3 Guaitecas \| \| Capitán Prat \| Cochrane \| 4 Cochrane \| \| Capitán Prat \| Cochrane \| 5 O'Higgins \| \| Capitán Prat \| Cochrane \| 6 Tortel \| \| Coyhaique \| Coyhaique \| 7 Coyhaique \| \| Coyhaique \| Coyhaique \| 8 Lago Verde \| \| General Carrera \| Chile Chico \| 9 Chile Chico \| \| General Carrera \| Chile Chico \| 10 Río Ibáñez \| | Comunes d'Aysén                                                                            |               |
| Provincia | Capital                                                                                    | Comuna        |
| Aysén | Puerto Aysén                                                                               | 1 Aysén       |
| Aysén | Puerto Aysén                                                                               | 2 Cisnes      |
| Aysén | Puerto Aysén                                                                               | 3 Guaitecas   |
| Capitán Prat | Cochrane                                                                                   | 4 Cochrane    |
| Capitán Prat | Cochrane                                                                                   | 5 O'Higgins   |
| Capitán Prat | Cochrane                                                                                   | 6 Tortel      |
| Coyhaique | Coyhaique                                                                                  | 7 Coyhaique   |
| Coyhaique | Coyhaique                                                                                  | 8 Lago Verde  |
| General Carrera | Chile Chico                                                                                | 9 Chile Chico |
| General Carrera | Chile Chico                                                                                | 10 Río Ibáñez |

## Geografia
L'esquinçada fesomia de les regions australs és el producte de diversos factors tectònics i glacials. En primer terme, en el passat hi va haver un enfonsament del territori, originat sobretot en la tectònica provocada per la conjunció, davant la península de Taitao, de tres plaques: la de Nazca i l'Antàrtica, que es desplacen cap a l'est, i la Sud-Americana, que mou cap a l'oest. Aquesta dinàmica tectònica va ocasionar un apreciable enfonsament de la vora de la placa Sud-americana, que va implicar una baixa en el nivell dels terres, fenomen palpable en la fragmentació del territori i en la invasió del mar als sectors enfonsats, generant-ne una infinitat d'illes.
Un segon element modelador del paisatge va ser la intensa activitat glacial, de la qual encara queden evidències en els Camps de Gel Patagó Nord i Sud. La potent acció dels gels va esculpir profundes valls, que després de l'enfonsament van originar els múltiples fiords existents a les vores dels canals. Les principals altures de la regió són: cerros San Valentín (4.058 m.), Cochrane o San Lorenzo (3.707 m.), Muntanya Fitz Roy (3.406 m.); volcà Lautaro (3.380 m.); cerros Nyades (3.078 m.), O'Higgins (2.910 m.), Baker (2.730 m.), Jeinemeni (2.600 m.); volcà Hudson (2.600 m.); cerros Melimoyu (2.400 m.) i Alto Nevado (2.255 m.).
La serralada de la Costa desapareix com a tal al sud de l'illa Gran de Chiloé i després només es manifesta en les seves parts altes, que corresponen a les illes de l'arxipèlag dels Chonos. Ressorgeix a la península de Taitao, desapareixent a la península de Tres Montañas. Els arxipèlags al sud del golf de Penas ja no corresponen a les parts altes de la serralada de la Costa, sinó a contraforts fragmentats de la serralada dels Andes, modelats per l'acció glacial.

## Clima
Hi ha dos tipus de clima: un d'influència marítima, existent en els arxipèlags i fiords, i un altre de continental, més fred, després dels contraforts de la serralada dels Andes. Avançant cap a l'est, el clima es torna més extrem en el referit a les temperatures i es produeix un fort decreixement en les precipitacions (homologable al fenomen de continentalitat de Santiago de Xile en el clima temperat mediterrani). Aquesta continentalitat, també es manifesta per hiverns rigorosos amb freqüents nevades i gebres. Així, a Coyhaique, les temperatures i precipitacions mitjans són de 8,2 °C i 1.206 mm, i a Balmaceda, ubicat només uns 30 km més a l'oest, els mateixos mesuraments donen 6,4 °C i 612 mm, respectivament. De la mateixa manera les temperatures mínimes extremes poden assolir -19 °C i -37 °C respectivament. A la regió hi ha inclòs en la seva totalitat el camp de gel patagó nord i una porció menor del camp de gel patagó sud, que s'estén per més de 500 quilòmetres a la Regió de Magallanes i de l'Antàrtica Xilena, els quals presenten un clima polar.

## Economia
A causa de la seva llunyania dels centres més poblats del país, la Desena Regió té una escassa activitat econòmica en relació amb la zona central, però d'un creixent desenvolupament. A més del turisme, l'aliment econòmic està donat per la ramaderia, per la indústria forestal i per alguna cosa de mineria i d'extracció i industrialització de productes marins. Un altre gran potencial local és la generació d'energia elèctrica, ja que és la regió més rica en recursos hidroelèctrics de tot el territori xilè; però el cost de la seva conducció a zones més poblades i la pèrdua energètica que tal conducció generaria són tan alts, que només es justifica generar-la per a ús local. En l'actualitat, es debat a Xile la possibilitat de construir sengles centrals nuclears per satisfer la creixent demanda energètica a causa dels reiterats talls del gas natural provinent des de l'Argentina.

### Agricultura i ramaderia
Donada la conformació del relleu, les gèlides condicions climàtiques i pobresa de les terres, la regió no ha pogut desenvolupar una vocació agrícola; només s'ha pogut realitzar aquesta activitat productiva en alguns sectors, en especial de l'est, que tenen millors condicions microclimàtiques, com és el cas de Chile Chico, al sud-est del llac General Carrera, o Puerto Ibáñez, a la ribera nord del mateix llac. Una altra forma en la qual s'ha desenvolupat l'agricultura, sobretot per a consum local, és en cultius d'hivernacle. Els principals cultius regionals són la patata, civada, pèsols, faves, enciams o el ruibarbre. En el sector fructícola, existeix producció de prunes, cireres, pomes i peres. A les localitats de Chile Chico i Puerto Ibáñez destaquen també els domassos i cirerers.
El sector pecuari és la principal activitat econòmica de la Desena Regió. Destaca producció ramadera, en especial d'ovins, amb al voltant d'1.000.000 de caps, les quals produeixen al voltant de 13.000.000 litres de llet l'any. Existeix, a més, producció d'equins, amb un nombre proper als 20.000 caps; porcins, amb escassos 8.000 caps, i d'aus de corral, amb al voltant de 100.000 caps.

### Silvicultura i pesca
Malgrat que més del 45% de la superfície regional té aptitud forestal, aquest sector no està desenvolupat, degut sobretot que els nolis encareixen la producció de fusta elaborada. No obstant això, existeix utilització local del bosc natiu i algunes plantacions d'espècies, sobretot del gènere Pinus, adaptades al clima. El total de superfícies de bosc entre nadiu, adult i mixt ascendeix a les 4.823.55,7 ha. Els incendis forestals, quant a l'ocurrència i superfície afectada, són baixos. El sector silvoagropecuari satisfà gairebé el 22,5% de la mà d'obra d'Aisén.
La zona dels canals és pròdiga en productes del mar, tals com mariscs i peixos, en especial els primers, entre els quals destaquen els choritos (Mytilus chilensis) i eriçons comestibles (Loxechinus albus). Entre els peixos destaquen, per la seva captura, el congre daurat (Genypterus blacodes), brótula (Salilota australis) i el salmó platejat (Oncorhynchus kisutch). La major part de la pesca regional es destina a la industrialització, per a la posterior exportació.

### Indústria i energia
La Desena Regió té un creixent desenvolupament industrial, afavorit amb l'obertura de la Carretera Austral i amb la recent nominació de la regió com a "Port Franc". Destaca l'activitat industrial lligada al sector pecuari, tals com escorxadors, adoberies i frigorífics, packing de carn d'exportació, en especial de be i llebre; planters lleters i llaners.
El sistema de generació, transmissió i distribució d'energia elèctrica d'Aisén és operat per una única empresa, Edelaysén S.A, atenent un total proper als 90.000 clients. La capacitat instal·lada d'Edelaysén és, a desembre de 2005. de 23,41 MW, constituït en un 63,86% per centrals termoelèctriques, 27,68% per hidroelèctric i 8,46% per generadors eòlics.

### Turisme
Una de les activitats econòmiques de creixement més accelerat a la Desena Regió és el turisme, gràcies als seus bonics paratges patagons i al caràcter pristi d'aquests. La majoria dels nombrosos atractius naturals que té no han estat desenvolupats. Un altre atractiu no menys important és la seva gent, càlida i amistosa. L'arribada de turistes va aproximar-se el 2005 a les 58.000 persones.
A Coyhaique hi ha el Museu Regional de la Patagònia. Té mostres de paleontologia, arqueologia i antropologia regional, geologia i mineralogia i d'història natural. També té fotografies i mostres dels elements usats pels immigrants de la regió.

## Cultura i educació
A la regió hi ha 78 establiments educacionals que permeten la formació de 23.416 alumnes (2002) dels nivells prebàsic, bàsic, especial i mig. Aquesta xifra representa el 0,7 per cent dels 3.601.214 alumnes que hi ha al país. A nivell regional, l'educació superior està a càrrec d'instituts professionals i centres de formació tècnica, els quals formen un total de 159 alumnes.

## Demografia
Aquesta regió va ser l'última que es va incorporar a la tasca del país, molt de temps després fins i tot que la més austral Regió de Magallanes i de l'Antàrtica Xilena. La seva situació geogràfica i les dificultats de transport expliquen l'escàs interès que durant el segle xix van despertar aquestes terres, al punt que ni tan sols es va pensar a colonitzar-les amb immigrants, com va succeir amb les altres regions meridionals. Després de la firma del Tractat de Límits amb argentina de 1881, alguns colons van venir a assentar-se en aquestes terres, a les quals van arribar desplaçant-se per les pampes transandines cap a les valls que creuen els Andes d'est a oest. L'esforç anònim i privat va culminar amb la creació espontània de les ciutats de Puerto Aysén el 1904, Balmaceda en 1917 i Coyhaique el 1929. La més antiga de les localitats és Melinka (Estimada en rus), establerta a mitjans el segle xix a l'illa Ascensión, de l'arxipèlag de les Guaitecas.
La població nativa tampoc no va ser abundant, per no dir escassa. A la regió insular es trobaven alguns aborígens chonos que habitaven els arxipèlags de les Guaitecas i dels Chonos. Als arxipèlags al sud del golf de Penas i fins a Terra del Foc vivien els kaweshkar o alacalufes, també pescadors. Ambdós grups van ser delmats amb rapidesa per les malalties i els atacs dels colons provinents des del sud de Xile i Europa.
La Desena Regió, Aysén del General Carlos Ibáñez del Campo, és la menys poblada del país. Segons el Cens de 2002 tenia només 91.492 habitants per a una superfície de 106.990,9 km², la qual cosa implica una densitat molt baixa: 0,85 habitants per km². Per al període que va des de l'últim Cens a la data, s'ha estimat una taxa mitjana de creixement de 0,9 per cada 100 habitants.
Les ciutats més poblades són (cens 2002): Coyhaique (44.850 hab.); Puerto Aysén (16.936 hab.); Chile Chico (3.042 hab.); Puerto Cisnes (2.517 hab.); Cochrane (2.217 hab.); Melinka (1.411 hab.); Vila Mañihuales (1.401 hab.).

## Transport i comunicacions

### Xarxa viària
La regió té en total (a desembre de 2004) 2.730 km de camins d'ús públic (formigó i asfalt, a més de reble). La principal via local en sentit nord-sud és la Carretera Austral. Aquesta surt de Puerto Montt i després de 420 km arriba a Coyhaique, la capital regional. Després d'uns altres 531 km és a dalt a Vila O'Higgins, on acaba en l'actualitat completant 951 quilòmetres de recorregut. En l'actualitat es treballa en la pavimentació del tram Chaitén (X regió) i Coyhaique, a més de ramals cap a Palena i Puerto Raúl Marín Balmaceda.

### Parc automobilístic
La Regió d'Aisén té, l'any 2004, un parc automobilístic de 23.060 vehicles, el que correspon a un 0,6 per cent dels 2.980.024 vehicles que hi ha al país. Això la converteix en la regió amb el menor nombre de vehicles de Xile.

### Transport marítim i aeri
La regió té un sol port comercial, Chacabuco, que dona servei a tota l'activitat econòmica local i al qual arriben els transbordadors de les empreses particulars que traslladen càrrega i passatgers des de Puerto Montt, Chaitén, Chonchi o Quellón. En general les embarcacions que recalen en aquest port cobreixen el tram des de Puerto Montt a Punta Arenas amb diverses escales d'interès turístic. Les principals empreses que fan el cabotatge regional són Navimag, Transmarchilay i Skorpios.
El mitjà aeri és vital per a la vinculació amb la resta del territori, sobretot per al transport de passatgers. Existeixen dos aeroports comercials: el de Coihaique i el de Balmaceda. Aquest últim, distant a uns 40 km de Coihaique, està habilitat per atendre a grans avions comercials. El grau d'aïllament terrestre de la major part de les localitats aisenines fa imprescindible la seva vinculació aèria, existint molts aeròdroms petits que són, en llargs períodes de l'any, l'única forma de comunicació quan els camins són coberts per la neu entre abril i novembre.